# Dive into The Night
Dive into The Night（ダイブ・イントゥ・ザ・ナイト）はAIR-G'（エフエム北海道）で2003年3月から2013年3月まで放送されていた番組。2009年4月1日にリニューアル。

## 放送時間
- 月曜 - 木曜 16:00 - 17:55
  - （2008年度は17:00からの放送だった）

## パーソナリティ
- 森基誉則

## タイムテーブル

### 第一部
16:05　World Sports Access
16:12　道路交通情報
16:20　ワールドエンタテインメント
16:30　Check The Trend
16:35　Around 30 MIX
16:55　男のこだわり

### 第二部
（17:10 - 17:20、提供：太陽グループ）
17:10　World Sports Access
17:20　リコメンド・オブ・ザ・ナイト
17:30　道路交通情報（提供：カーセブン）
（17:30 - 17:50、提供：ネッツトヨタ札幌）
17:33　ニュース